# Oratorio dei Santi Rocco e Sebastiano (Serravalle Pistoiese)

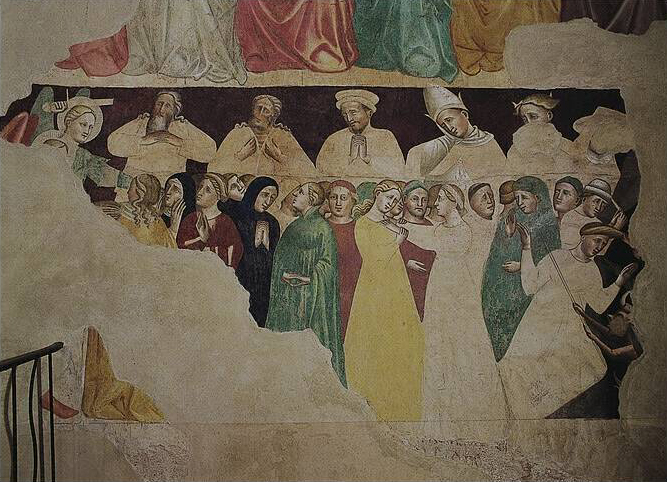
Giudizio universale trecentesco

L'oratorio dei Santi Rocco e Sebastiano, o della Compagnia della vergine Assunta, è una struttura già religiosa di Serravalle Pistoiese, oggi utilizzata come auditorium.

## Descrizione
Nell'oratorio sono stati recuperati alcuni frammenti della decorazione pittorica originale, risalenti al XIV secolo e attribuibili alla scuola pistoiese. 
Gli affreschi si leggono dalla controfacciata alla parete sinistra, in senso orario. Vi si leggono l'Ultima Cena e Orazione nell'Orto (in sinopia), il Bacio di Giuda e cattura di Cristo (con san Pietro che taglia l'orecchio a Malco), la Flagellazione (molto frammentaria), la Salita al Calvario, la Crocifissione (sulla parete di fondo) un grande  Giudizio Universale (parete destra), di cui resta meglio leggibile la punizione degli empi, all'estrema destra.